# Holnstein (Berching)
Holnstein ist ein Gemeindeteil der Stadt Berching im Landkreis Neumarkt in der Oberpfalz.
Das Pfarrdorf hat einen eigenen Kindergarten, eine Grundschule, eine Filiale der Raiffeisenbank Neumarkt i.d.OPf. und eine Tankstelle. Überregional bekannt ist die Regens-Wagner-Stiftung Holnstein. Durch den Ort fließt die Weiße Laber.

## Geschichte
Der Name leitet sich von Hohler Stein oder Höhlenstein ab. Mitten im Ort befindet sich eine 20 Meter hohe Tuffsteinhöhle. Das Schloss Holnstein wurde um 1100 erstmals erwähnt. Besitzer waren die Truchsessen von Sulzbach. Als erster Besitzer ist um 1167 Gottfried Dapifer erwähnt. Im Mittelalter gehörte das Schloss dann den Grafen von Hirschberg.
1880 wurde das Schloss von den Dillinger Franziskanerinnen erworben und zu einer Behindertenanstalt umgebaut. Am 26. April 1881 wurde sie durch den Eichstätter Bischof Franz Leopold von Leonrod eingeweiht. 1893 wurde die Kirche St. Georg verlängert. 1929 wurde in der Behinderteneinrichtung eine Hauskapelle gebaut.
Am 1. Mai 1978 wurde Holnstein mit seinen Gemeindeteilen Butzenberg, Rudersdorf (beide mit Holnstein verbunden) und Altmannsberg, welches am 1. Januar 1972 nach Holnstein eingemeindet wurde, nach Berching eingemeindet. 1983 wurde das Dorf an die Wasserversorgung der Ittelhofener Gruppe angeschlossen.
1993 verließen die Ordensschwestern die Regens-Wagner-Stiftung Holnstein.